# Hjelmshoved
Hjelmshoved är en obebodd ö i Danmark. Ön var bebodd på 1950- och 1960-talet. Den ligger i Region Syddanmark, i den södra delen av landet. Arean är 0,11 kvadratkilometer. På ön förekommer gräsmarker.